# Primeira Divisão 1966-67
La Primeira Divisão 1966/67 fue la 33.ª edición de la máxima categoría de fútbol en Portugal. Benfica ganó su 15° título. El goleador fue Eusébio del Benfica con 31 goles.

## Tabla de posiciones
| Pos | Equipo                     | PJ | PG | PE | PP | GF | GC | Pts |                               |
| --- | -------------------------- | -- | -- | -- | -- | -- | -- | --- | ----------------------------- |
| 1   | Benfica                    | 26 | 20 | 3  | 3  | 64 | 19 | 43  | Copa de Campeones de Europa   |
| 2   | Académica de Coimbra       | 26 | 18 | 4  | 4  | 50 | 18 | 40  |                               |
| 3   | Porto                      | 26 | 17 | 5  | 4  | 56 | 22 | 39  | Copa de Ferias                |
| 4   | Sporting de Portugal       | 26 | 11 | 8  | 7  | 36 | 24 | 30  | Copa de Ferias                |
| 5   | Vitória de Setúbal         | 26 | 10 | 7  | 9  | 27 | 25 | 27  | Recopa de Europa              |
| 6   | Vitória de Guimarães       | 26 | 11 | 4  | 11 | 35 | 40 | 26  |                               |
| 7   | Leixões                    | 26 | 8  | 8  | 10 | 23 | 29 | 24  |                               |
| 8   | GD CUF                     | 26 | 9  | 5  | 12 | 27 | 43 | 23  | Copa de Ferias                |
| 9   | Braga                      | 26 | 9  | 5  | 12 | 33 | 33 | 23  |                               |
| 10  | Varzim                     | 26 | 8  | 6  | 12 | 29 | 42 | 22  |                               |
| 11  | Belenenses                 | 26 | 7  | 6  | 13 | 26 | 34 | 20  |                               |
| 12  | Sanjoanense                | 26 | 4  | 11 | 11 | 23 | 39 | 19  |                               |
| 13  | Atlético Clube de Portugal | 26 | 5  | 4  | 17 | 29 | 55 | 14  | Descenso a la Segunda Divisão |
| 14  | Beira-Mar                  | 26 | 5  | 4  | 17 | 23 | 58 | 14  | Descenso a la Segunda Divisão |

|                               |
| Campeón SL Benfica 15° título |